# Suðvesturkjördæmi

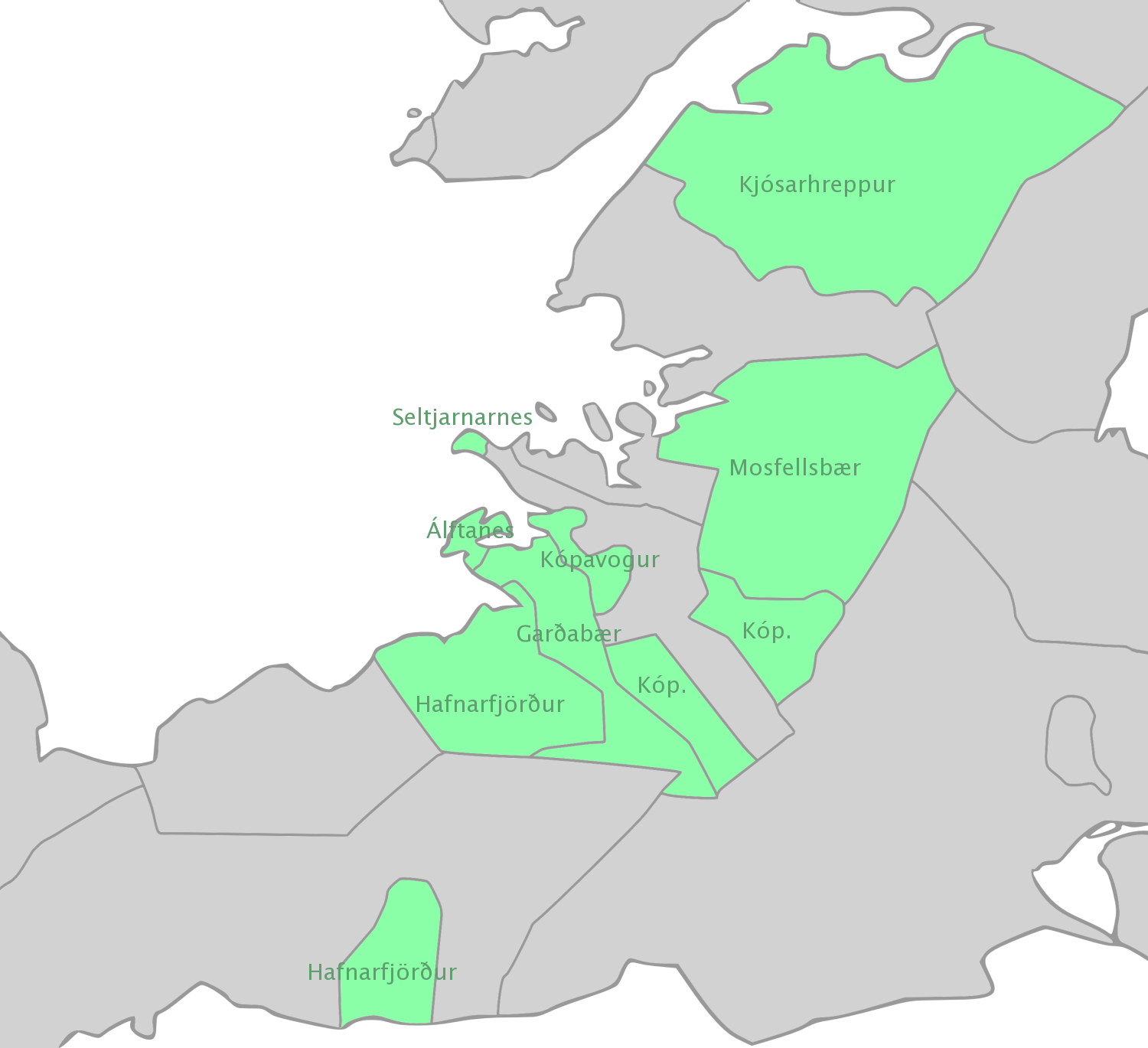
Circonscription de Suðvesturkjördæmi

Suðvesturkjördæmi (ou Sud Ouest) est une des six circonscriptions électorales en Islande.

## Description géographique et démographique
Cette circonscription comprend les municipalités de la région de Reykjavik. Depuis 2007, la circonscription dispose de 12 sièges à l'Alþing. Cette circonscription a été instaurée par la réforme constitutionnelle de 1999 et les premières élections législatives ont eu lieu dans cette circonscription en 2003.
D'après le recensement de 2007, la population de cette circonscription est de 54 584 habitants, ce qui en fait la première circonscription en nombre d'habitants.

## Municipalités
Les municipalités appartenant à cette circonscriptions sont celles de la région Höfuðborgarsvæðið à l'exception de Reykjavik : Hafnarfjörður, Garðabær, Álftanes, Kópavogur, Seltjarnarnes, Mosfellsbær et Kjósarhreppur.

## Élections

### 2024
| Parti                  | Parti                                | Voix   | %     | +/-   | Sièges | +/-           | A.S.c. |
| ---------------------- | ------------------------------------ | ------ | ----- | ----- | ------ | ------------- | ------ |
|                        | Parti de l'indépendance (D)          | 14 997 | 23,45 | 6,80  | 3      | 1             | +1     |
|                        | Parti de la réforme (C)              | 12 829 | 20,06 | 8,66  | 3      | 2             | -      |
|                        | L'Alliance (S)                       | 12 324 | 19,27 | 11,17 | 3      | 2             | -      |
|                        | Parti du centre (M)                  | 7 689  | 12,02 | 7,56  | 2      | 2             | -      |
|                        | Parti du peuple (F)                  | 7 014  | 10,97 | 3,40  | 1      | en stagnation | +1     |
|                        | Parti du progrès (B)                 | 3 792  | 5,93  | 8,61  | 0      | 2             | -      |
|                        | Parti socialiste islandais (J)       | 1 820  | 2,85  | 0,12  | 0      | en stagnation | -      |
|                        | Parti pirate (P)                     | 1 778  | 2,78  | 5,50  | 0      | 1             | -      |
|                        | Mouvement des verts et de gauche (V) | 987    | 1,54  | 10,55 | 0      | 1             |        |
|                        | Parti démocrate (L)                  | 728    | 1,14  | Nv.   | 0      | en stagnation | -      |
|                        |                                      |        |       |       |        |               |        |
| Suffrages exprimés     | Suffrages exprimés                   | 63 958 | 99,07 |       |        |               |        |
| Votes blancs et nuls   | Votes blancs et nuls                 | 601    | 0,93  |       |        |               |        |
| Total                  | Total                                | 64 559 | 100   | -     | 12     | 1             | 2      |
| Abstention             | Abstention                           | 14 528 | 18,37 |       |        |               |        |
| Inscrits/Participation | Inscrits/Participation               | 79 087 | 81,63 |       |        |               |        |

| Parti | Parti | Députés                                                                                                  |
| ----- | ----- | --- |
|       | D     | - Bjarni Benediktsson - Bryndís Haraldsdóttir - Þórdís Kolbrún R. Gylfadóttir - Rósa Guðbjartsdóttir (C) |
|       | C     | - Eiríkur Björn Björgvinsson - Sigmar Guðmundsson - Þorgerður Katrín Gunnarsdóttir                       |
|       | S     | - Alma Möller - Guðmundur Ari Sigurjónsson - Þórunn Sveinbjarnardóttir                                   |
|       | M     | - Bergþór Ólason - Nanna Margrét Gunnlaugsdóttir                                                         |
|       | F     | - Guðmundur Ingi Kristinsson - Jónína Björk Óskarsdóttir (C)                                             |

### 2021
| Partis                 | Partis                               | Voix   | %     | +/−  | Sièges | +/−           | A.S.c. |
| ---------------------- | ------------------------------------ | ------ | ----- | ---- | ------ | ------------- | ------ |
|                        | Parti de l'indépendance (D)          | 17 727 | 30,25 | 0,64 | 4      | en stagnation | -      |
|                        | Parti du progrès (B)                 | 8 520  | 14,54 | 6,60 | 2      | 1             | -      |
|                        | Mouvement des verts et de gauche (V) | 7 087  | 12,09 | 1,53 | 1      | 1             | -      |
|                        | Parti de la réforme (C)              | 6 684  | 11,40 | 1,93 | 1      | en stagnation | +1     |
|                        | Parti pirate (P)                     | 4 853  | 8,28  | 0,05 | 1      | en stagnation | +1     |
|                        | L'Alliance (S)                       | 4 748  | 8,10  | 4,05 | 1      | en stagnation | -      |
|                        | Parti du peuple (F)                  | 4 436  | 7,57  | 1,08 | 1      | 1             | -      |
|                        | Parti du centre (M)                  | 2 612  | 4,46  | 5,02 | 0      | 1             | -      |
|                        | Parti socialiste islandais (J)       | 1 738  | 2,97  | Nv.  | 0      | en stagnation | -      |
|                        | Parti libéral-démocrate (O)          | 203    | 0,35  | Nv.  | 0      | en stagnation | -      |
|                        |                                      |        |       |      |        |               |        |
| Votes valides          | Votes valides                        | 58 608 | 97,97 |      |        |               |        |
| Votes blancs et nuls   | Votes blancs et nuls                 | 1 212  | 2,03  |      |        |               |        |
| Total                  | Total                                | 59 820 | 100   | -    | 11     | en stagnation | 2      |
| Abstentions            | Abstentions                          | 13 879 | 18,83 |      |        |               |        |
| Inscrits/Participation | Inscrits/Participation               | 73 699 | 81,17 |      |        |               |        |

| Parti | Parti | Députés                                                                            |
| ----- | ----- | ---------------------------------------------------------------------------------- |
|       | D     | - Bjarni Benediktsson - Bryndís Haraldsdóttir - Jón Gunnarsson - Óli Björn Kárason |
|       | B     | - Ágúst Bjarni Garðarsson - Willum Þór Þórsson                                     |
|       | V     | - Guðmundur Ingi Guðbrandsson                                                      |
|       | C     | - Sigmar Guðmundsson (C) - Þorgerður Katrín Gunnarsdóttir                          |
|       | P     | - Gísli Rafn Ólafsson (C) - Þórhildur Sunna Ævarsdóttir                            |
|       | S     | - Þórunn Sveinbjarnardóttir                                                        |
|       | F     | - Guðmundur Ingi Kristinsson                                                       |

### 2017
| Partis                 | Partis                               | Voix   | %     | +/−  | Sièges | +/−           | A.S.c. |
| ---------------------- | ------------------------------------ | ------ | ----- | ---- | ------ | ------------- | ------ |
|                        | Parti de l'indépendance (D)          | 17 216 | 30,89 | 2,97 | 4      | 1             | -      |
|                        | Mouvement des verts et de gauche (V) | 7 591  | 13,62 | 1,65 | 2      | 1             | -      |
|                        | L'Alliance (S)                       | 6 771  | 12,15 | 7,40 | 1      | 1             | -      |
|                        | Parti du centre (M)                  | 5 282  | 9,48  | Nv.  | 1      | 1             | -      |
|                        | Parti de la réforme (C)              | 5 277  | 9,47  | 3,39 | 1      | en stagnation | +1     |
|                        | Parti pirate (Þ)                     | 4 641  | 8,33  | 5,23 | 1      | 1             | -      |
|                        | Parti du progrès (B)                 | 4 425  | 7,94  | 0,32 | 1      | en stagnation | -      |
|                        | Parti du peuple (F)                  | 3 616  | 6,49  | 3,22 | 0      | en stagnation | +1     |
|                        | Avenir radieux (A)                   | 846    | 1,52  | 8,72 | 0      | 1             | -      |
|                        | Front populaire islandais (R)        | 75     | 0,13  | 0,06 | 0      | en stagnation | -      |
|                        |                                      |        |       |      |        |               |        |
| Votes valides          | Votes valides                        | 55 740 | 97,36 |      |        |               |        |
| Votes blancs et nuls   | Votes blancs et nuls                 | 1 515  | 2,64  |      |        |               |        |
| Total                  | Total                                | 57 255 | 100   | -    | 11     | en stagnation | 2      |
| Abstentions            | Abstentions                          | 12 289 | 17,67 |      |        |               |        |
| Inscrits/Participation | Inscrits/Participation               | 69 544 | 82,33 |      |        |               |        |

| Parti | Parti | Députés                                                                            |
| ----- | ----- | ---------------------------------------------------------------------------------- |
|       | D     | - Bjarni Benediktsson - Bryndís Haraldsdóttir - Jón Gunnarsson - Óli Björn Kárason |
|       | V     | - Ólafur Þór Gunnarsson - Rósa Björk Brynjólfsdóttir                               |
|       | S     | - Guðmundur Andri Thorsson                                                         |
|       | M     | - Gunnar Bragi Sveinsson                                                           |
|       | C     | - Jón Steindór Valdimarsson (C) - Þorgerður Katrín Gunnarsdóttir                   |
|       | Þ     | - Jón Þór Ólafsson                                                                 |
|       | B     | - Willum Þór Þórsson                                                               |
|       | F     | - Guðmundur Ingi Kristinsson (C)                                                   |

### 2016
| Parti                  | Parti                                | Voix   | %     | +/-   | Sièges | +/-           | A.S.c. |
| ---------------------- | ------------------------------------ | ------ | ----- | ----- | ------ | ------------- | ------ |
|                        | Parti de l'indépendance (D)          | 18 049 | 33,86 | 3,15  | 5      | 1             | -      |
|                        | Parti pirate (Þ)                     | 7 227  | 13,56 | 8,56  | 2      | 2             | -      |
|                        | Parti de la réforme (C)              | 6 857  | 12,86 | Nv.   | 1      | 1             | +1     |
|                        | Mouvement des verts et de gauche (V) | 6 378  | 11,97 | 4,11  | 1      | en stagnation | -      |
|                        | Avenir radieux (A)                   | 5 458  | 10,24 | 1,02  | 1      | en stagnation | +1     |
|                        | Parti du progrès (B)                 | 4 062  | 7,62  | 13,91 | 1      | 2             | -      |
|                        | L'Alliance (S)                       | 2 532  | 4,75  | 8,89  | 0      | 2             | -      |
|                        | Parti du peuple (F)                  | 1 742  | 3,27  | Nv.   | 0      | en stagnation | -      |
|                        | Aube (T)                             | 893    | 1,68  | 2,11  | 0      | en stagnation | -      |
|                        | Front populaire islandais (R)        | 103    | 0,19  | Nv.   | 0      | en stagnation | -      |
|                        |                                      |        |       |       |        |               |        |
| Suffrages exprimés     | Suffrages exprimés                   | 53 301 | 97,50 |       |        |               |        |
| Votes blancs et nuls   | Votes blancs et nuls                 | 1 366  | 2,50  |       |        |               |        |
| Total                  | Total                                | 54 667 | 100   | -     | 11     | en stagnation | 2      |
| Abstention             | Abstention                           | 13 573 | 19,89 |       |        |               |        |
| Inscrits/Participation | Inscrits/Participation               | 68 240 | 80,11 |       |        |               |        |

| Parti | Parti | Députés                                                                                                   |
| ----- | ----- | --- |
|       | D     | - Bjarni Benediktsson - Bryndís Haraldsdóttir - Jón Gunnarsson - Óli Björn Kárason - Vilhjálmur Bjarnason |
|       | Þ     | - Jón Þór Ólafsson - Þórhildur Sunna Ævarsdóttir                                                          |
|       | C     | - Jón Steindór Valdimarsson (C) - Þorgerður Katrín Gunnarsdóttir                                          |
|       | V     | - Rósa Björk Brynjólfsdóttir                                                                              |
|       | A     | - Óttarr Proppé - Theodóra S. Þorsteinsdóttir (C)                                                         |
|       | B     | - Eygló Harðardóttir                                                                                      |

### 2013
|                        | Parti de l'indépendance (D)          | 15 608 | 30,71 | 4,48  | 4  | 1             | +1 |  |  |  |  |  |  |  |  |  |
|                        | Parti du progrès (B)                 | 10 944 | 21,53 | 1,54  | 3  | 1             | -  |  |  |  |  |  |  |  |  |  |
|                        | L'Alliance (S)                       | 6 932  | 13,64 | 14,33 | 2  | 1             | -  |  |  |  |  |  |  |  |  |  |
|                        | Avenir radieux (A)                   | 4 687  | 9,22  | Nv.   | 1  | 1             | -  |  |  |  |  |  |  |  |  |  |
|                        | Mouvement des verts et de gauche (V) | 3 995  | 7,86  | 9,25  | 1  | en stagnation | -  |  |  |  |  |  |  |  |  |  |
|                        | Parti pirate (Þ)                     | 2 541  | 5,00  | Nv.   | 0  | en stagnation | +1 |  |  |  |  |  |  |  |  |  |
|                        | Aube (T)                             | 1 927  | 3,79  | Nv.   | 0  | en stagnation | -  |  |  |  |  |  |  |  |  |  |
|                        | Parti des ménages (I)                | 1 838  | 3,62  | Nv.   | 0  | en stagnation | -  |  |  |  |  |  |  |  |  |  |
|                        | Parti démocrate (L)                  | 1 241  | 2,44  | Nv.   | 0  | en stagnation | -  |  |  |  |  |  |  |  |  |  |
|                        | Mouvement Vert de droite (G)         | 925    | 1,82  | Nv.   | 0  | en stagnation | -  |  |  |  |  |  |  |  |  |  |
|                        | Arc-en-ciel (J)                      | 188    | 0,37  | Nv.   | 0  | en stagnation | -  |  |  |  |  |  |  |  |  |  |
|                        |                                      |        |       |       |    |               |    |  |  |  |  |  |  |  |  |  |
| Suffrages exprimés     | Suffrages exprimés                   | 50 826 | 97,65 |       |    |               |    |  |  |  |  |  |  |  |  |  |
| Votes blancs et nuls   | Votes blancs et nuls                 | 1 222  | 2,35  |       |    |               |    |  |  |  |  |  |  |  |  |  |
| Total                  | Total                                | 52 048 | 100   | -     | 11 | 2             | 2  |  |  |  |  |  |  |  |  |  |
| Abstention             | Abstention                           | 11 077 | 17,55 |       |    |               |    |  |  |  |  |  |  |  |  |  |
| Inscrits/Participation | Inscrits/Participation               | 63 125 | 82,45 |       |    |               |    |  |  |  |  |  |  |  |  |  |

| Parti | Parti | Députés |
| ----- | ----- | --- |
|       | D     | - Bjarni Benediktsson - Elín Hirst (C) - Jón Gunnarsson - Ragnheiður Ríkharðsdóttir - Vilhjálmur Bjarnason |
|       | B     | - Eygló Harðardóttir - Willum Þór Þórsson - Þorsteinn B. Sæmundsson                                        |
|       | S     | - Árni Páll Árnason - Katrín Júlíusdóttir                                                                  |
|       | A     | - Guðmundur Steingrímsson                                                                                  |
|       | V     | - Ögmundur Jónasson                                                                                        |
|       | Þ     | - Birgitta Jónsdóttir (C)                                                                                  |

### 2009
|                        | L'Alliance (S)                       | 15 669 | 32,17 | 3,80  | 3  | en stagnation | +1 |  |  |  |  |  |  |  |  |  |
|                        | Parti de l'indépendance (D)          | 13 463 | 27,64 | 15,00 | 3  | 2             | +1 |  |  |  |  |  |  |  |  |  |
|                        | Mouvement des verts et de gauche (V) | 8 473  | 17,40 | 5,85  | 2  | 1             | -  |  |  |  |  |  |  |  |  |  |
|                        | Parti du progrès (B)                 | 5 627  | 11,55 | 4,37  | 1  | en stagnation | -  |  |  |  |  |  |  |  |  |  |
|                        | Mouvement des citoyens (O)           | 4 428  | 9,09  | Nv.   | 1  | 1             | -  |  |  |  |  |  |  |  |  |  |
|                        | Parti libéral (F)                    | 741    | 1,52  | 5,22  | 0  | en stagnation | -  |  |  |  |  |  |  |  |  |  |
|                        | Mouvement pour la démocratie (P)     | 302    | 0,62  | Nv.   | 0  | en stagnation | -  |  |  |  |  |  |  |  |  |  |
|                        |                                      |        |       |       |    |               |    |  |  |  |  |  |  |  |  |  |
| Suffrages exprimés     | Suffrages exprimés                   | 48 703 | 96,80 |       |    |               |    |  |  |  |  |  |  |  |  |  |
| Votes blancs et nuls   | Votes blancs et nuls                 | 1 612  | 3,20  |       |    |               |    |  |  |  |  |  |  |  |  |  |
| Total                  | Total                                | 50 315 | 100   | -     | 10 | en stagnation | 2  |  |  |  |  |  |  |  |  |  |
| Abstention             | Abstention                           | 7 887  | 13,55 |       |    |               |    |  |  |  |  |  |  |  |  |  |
| Inscrits/Participation | Inscrits/Participation               | 58 202 | 86,45 |       |    |               |    |  |  |  |  |  |  |  |  |  |

| Parti | Parti | Députés                                                                                                 |
| ----- | ----- | --- |
|       | S     | - Árni Páll Árnason - Katrín Júlíusdóttir - Þórunn Sveinbjarnardóttir - Magnús Orri Schram (C)          |
|       | D     | - Bjarni Benediktsson - Þorgerður Katrín Gunnarsdóttir - Ragnheiður Ríkharðsdóttir - Jón Gunnarsson (C) |
|       | V     | - Guðfríður Lilja Grétarsdóttir - Ögmundur Jónasson                                                     |
|       | B     | - Siv Friðleifsdóttir                                                                                   |
|       | O     | - Þór Saari                                                                                             |

### 2007
|                        | Parti de l'indépendance (D)             | 19 307 | 42,64 | 4,22 | 5  | 1             | +1 |  |  |  |  |  |  |  |  |  |
|                        | L'Alliance (S)                          | 12 845 | 28,37 | 4,38 | 3  | 1             | +1 |  |  |  |  |  |  |  |  |  |
|                        | Mouvement des verts et de gauche (V)    | 5 232  | 11,55 | 5,31 | 1  | 1             | -  |  |  |  |  |  |  |  |  |  |
|                        | Parti du progrès (B)                    | 3 250  | 7,18  | 7,73 | 1  | en stagnation | -  |  |  |  |  |  |  |  |  |  |
|                        | Parti libéral (F)                       | 3 051  | 6,74  | 0,01 | 0  | en stagnation | -  |  |  |  |  |  |  |  |  |  |
|                        | Mouvement islandais - Terre vivante (I) | 1 599  | 3,53  | Nv.  | 0  | en stagnation |    |  |  |  |  |  |  |  |  |  |
|                        |                                         |        |       |      |    |               |    |  |  |  |  |  |  |  |  |  |
| Suffrages exprimés     | Suffrages exprimés                      | 45 284 | 98,47 |      |    |               |    |  |  |  |  |  |  |  |  |  |
| Votes blancs et nuls   | Votes blancs et nuls                    | 705    | 1,53  |      |    |               |    |  |  |  |  |  |  |  |  |  |
| Total                  | Total                                   | 45 989 | 100   | -    | 10 | 1             | 2  |  |  |  |  |  |  |  |  |  |
| Abstention             | Abstention                              | 8 595  | 15,75 |      |    |               |    |  |  |  |  |  |  |  |  |  |
| Inscrits/Participation | Inscrits/Participation                  | 54 584 | 84,25 |      |    |               |    |  |  |  |  |  |  |  |  |  |

| Parti | Parti | Députés |
| ----- | ----- | --- |
|       | D     | - Bjarni Benediktsson - Ragnheiður Elín Árnadóttir - Ármann Kr. Olafsson - Ragnheiður Ríkharðsdóttir (C) - Þorgerður Katrín Gunnarsdóttir - Jón Gunnarsson |
|       | S     | - Katrín Júlíusdóttir - Þórunn Sveinbjarnardóttir - Árni Páll Árnason (C) - Gunnar Svavarsson                                                              |
|       | V     | - Ögmundur Jónasson |
|       | B     | - Siv Friðleifsdóttir |

### 2003
| Parti                  | Parti                                | Voix   | %     | +/-  | Sièges | +/-           | A.S.c. |
| ---------------------- | ------------------------------------ | ------ | ----- | ---- | ------ | ------------- | ------ |
|                        | Parti de l'indépendance (D)          | 16 456 | 38,42 | 6,24 | 4      | 1             | +1     |
|                        | L'Alliance (S)                       | 14 029 | 32,75 | 4,68 | 4      | 1             | -      |
|                        | Parti du progrès (B)                 | 6 387  | 14,91 | 1,12 | 1      | en stagnation | -      |
|                        | Parti libéral (F)                    | 2 890  | 6,75  | 2,12 | 0      | en stagnation | +1     |
|                        | Mouvement des verts et de gauche (V) | 2 671  | 6,24  | 0,38 | 0      | en stagnation | -      |
|                        | Nouvelle Force (N)                   | 399    | 0,93  | Nv.  | 0      | en stagnation | -      |
|                        |                                      |        |       |      |        |               |        |
| Suffrages exprimés     | Suffrages exprimés                   | 42 832 | 99,04 |      |        |               |        |
| Votes blancs et nuls   | Votes blancs et nuls                 | 414    | 0,96  |      |        |               |        |
| Total                  | Total                                | 43 246 | 100   | -    | 9      | en stagnation | 2      |
| Abstention             | Abstention                           | 5 596  | 11,46 |      |        |               |        |
| Inscrits/Participation | Inscrits/Participation               | 48 842 | 88,54 |      |        |               |        |

| Parti | Parti | Députés |
| ----- | ----- | --- |
|       | D     | - Árni Mathiesen - Bjarni Benediktsson (C) - Gunnar Birgisson - Sigríður Anna Þórðardóttir - Þorgerður Katrín Gunnarsdóttir |
|       | S     | - Guðmundur Árni Stefánsson - Katrín Júlíusdóttir - Rannveig Guðmundsdóttir - Þórunn Sveinbjarnardóttir                     |
|       | B     | - Siv Friðleifsdóttir |
|       | F     | - Gunnar Örn Örlygsson (C)                                                                                                  |